# Zendgraaf
Een zendgraaf (Duits: Sendgraf) of missus dominicus (meervoud missi dominici; "afgevaardigden/gezanten van de heer/koning"), ook wel koningsbode (missi regales en missi regis; missi fiscales) genoemd, was een ambtsdrager aangesteld door een Frankische koning (later ook door de Roomse keizer) om de administratie, vooral die van justitie, te overzien in die uithoeken van zijn rijk die de vorst niet zelf regelmatig met een bezoek kon vereren. Als zodanig oefende de zendgraaf belangrijke intermediaire functies tussen de koninklijke en lokale administraties uit. Er zijn oppervlakkige punten van vergelijking met het oorspronkelijke Romeinse ambt van corrector, met dit verschil dat de zendgraaf op regelmatige basis werd uitgezonden. Er waren vier zaken waardoor de zendgraven een effectief instrument waren van de gecentraliseerde monarchie: het persoonlijke karakter van de zendgraaf, de jaarlijkse afwisseling van zendgraven, de ontstentenis van lokale interesses in het gebied waarnaar men werd gestuurd en de vrije keuze van de vorst in de aanstelling van een zendgraaf (het ambt was niet erfelijk).

## Geschiedenis

### Zendgraven onder Karel de Grote en diens voorgangers
Gebaseerd op de Merovingische ad hoc gezanten (legati of legatarii), meestal missus regis ("gezant van de koning") genoemd en bestaande uit een leek en een clericus, werd het gebruik van missi dominici ten volle benut door Karel de Grote (regering: 768—814), die hen een vast onderdeel van zijn administratie maakte. De Karolingers Karel Martel en Pepijn de Korte stuurden al functionarissen uit om te controleren of hun orders werden uitgevoerd. Pepijn maakte er zelfs op onregelmatige basis gebruik van.
De missi werden oorspronkelijk gekozen uit het persoonlijke en meest vertrouwde gevolg van Karel de Grote, en dit ongeacht hun sociale stand. Weldra echter werden ze enkel uit de seculiere en kerkelijke adel gekozen. Zo vinden we in de Annales Laureshamenses (794-803) onder het jaar 802 het volgende over Karel de Grote: "..., hij wilde niet zijn armere vazallen in zijn paleis uitzenden om gerechtigheid te doen geschieden in ruil voor geschenken, maar koos binnen zijn rijk uit aartsbisschoppen en andere bisschoppen en abten samen met hertogen en graven, die nu [dit] werk niet nodig hadden om daarbij giften van de onschuldigen te ontvangen, en hij zond deze doorheen heel zijn rijk, opdat ze voor kerken, weduwen en weeskinderen en armen en geheel het volk gerechtigheid deden geschieden." In 802 werd vermoedelijk ook het zogenaamd Capitulare missorum generale uitgevaardigd, dewelke een gedetailleerd verslag geeft van hun plichten en verantwoordelijkheden. Ze moesten rechtspraak uitvoeren, zich verzekeren van respect voor de koning, het bestuur van de hertogen (militair ambt) en graven (administratief ambt) - die nog officiële vertegenwoordigers van de koning waren - controleren, hun eed van trouw afnemen, de koninklijke besluiten bekendmaken (somtijds door capitularia doorheen het rijk te verspreiden) en ook het optreden van de geestelijkheid controleren. Ze riepen de bestuurders van een domein bijeen en wezen hen op hun plichten en herinnerden het volk aan hun burgerlijke en religieuze plichten. Kortom, ze waren de directe vertegenwoordiger van de koning of keizer. De inwoners van het aan hen toegewezen district moesten instaan voor hun onderhoud, en soms voerden ze deze aan in de strijd. De zendgraven werden beschermd door een driedubbel weergeld en verzet tegen hen kon met de dood worden bestraft. Daarenboven werden speciale instructies gegeven aan verschillende zendgaven, waarvan er verscheidene zijn bewaard gebleven.
Toen zendgraven of missi een vaste waarde waren geworden, gebruikte men de term missus ad hoc om missi aan te duiden die met een bijzonder doel waren uitgezonden. De onder een "gewone" zendgraaf geplaatste districten, die deze vier keer per jaar voor telkens een maand moest bezoeken, werden missatici of legationes genoemd (een term die wijst op een analogie met een pauselijk legaat); de missatica (enkelvoud missaticum) hielden niet per se rekening met bestaande bisdommen of provincies. De zendgraven waren geen permanente functionarissen, maar waren over het algemeen hovelingen, die vooral onder Karel de Grote van groot aanzien waren. Normaal gesproken bezochten de zendgraven de districten met zijn tweeën: een hoge geestelijke en een hoge edelman, die verder geen binding hadden met het gebied dat zij bezochten. Dit was om hen te ontmoedigen zich te settelen in de regio en uit eigen initiatief te handelen, zoals de meeste graven deden. Daarnaast vertegenwoordigden "buitengewone" zendgraven (missi ad hoc) de vorst bij speciale gelegenheden, en somtijds zelfs buiten de grenzen van diens domeinen. Zelfs onder de sterke heerschappij van Karel de Grote was het moeilijk om mannen te vinden die zich onpartijdig aan deze taken konden kwijten, en na zijn dood in 814 werd dit een haast onmogelijke opdracht. Normaal gesproken bezochten de zendgraven de districten met zijn tweeën; een hoge geestelijke en een hoge edelman die verder geen binding hadden met het gebied dat zij bezochten. Zelfs onder het sterke bewind van Karel de Grote was het moeilijk om hiervoor onpartijdige kandidaten te vinden en na zijn dood in 814 werd dit vrijwel onmogelijk.

### Neergang onder Lodewijk de Vrome en Karel de Kale
Onder Lodewijk de Vrome (regering: 813—840), de enige overgebleven legitieme zoon van Karel de Grote, die evenwel het militaire charisma van zijn vader niet had overgeërfd, werd het desintegratieproces versneld, omdat, eens hij de keuze van zendgraven had verbonden met de bijeenkomst van edelen, de magnaten tussenkwamen in de aanstelling van de missi, die, nu gekozen uit het district waarin ze als zendgraaf zouden optreden, al snel hun eigen belangen eerder dan die van het centrale gezag zouden blijken te behartigen, en zich zouden verbinden met de opkomende lokale erfelijke adellijke families. De lijst van missi uit 825 wijst erop dat de missatica nu overeenkwamen met de provincies, hierdoor de macht van de lokale heren versterkend. De taken van de missi, die gelijkelijk aan toenamen in aantal, ging op in het gewone takenpakket van de bisschoppen en graven, en onder keizer Karel de Kale (regering: 843–877), die herhaaldelijk onder druk werd gezet door bisschoppen om missi uit te sturen, namen ze de controle over de associaties voor het bewaren van de vrede op zich. Lodewijk de Duitser (regering 843–876) lijkt geen missi of zendgraven te hebben uitgestuurd. Rond het eind van de 9e eeuw verdwenen met de implosie van de Karolingische macht de missi uit het Oost-Frankische rijk, en tijdens de 10e eeuw ook in Italië.
De missi waren de laatste poging om een gecentraliseerde controle te bewaren in het Heilig Roomse Rijk. In de loop van de 9e eeuw zou het feodalisme opkomen, waarbij de hertogen en graven streefden naar een erfelijk leengoed als enige manier om stabiliteit te verzekeren en zo een antwoord te bieden aan de invallen van de Vikingen, waarop de centrale macht geen antwoord leek te kunnen bieden, en verdween de functie van zendgraaf.